# Quarantaine

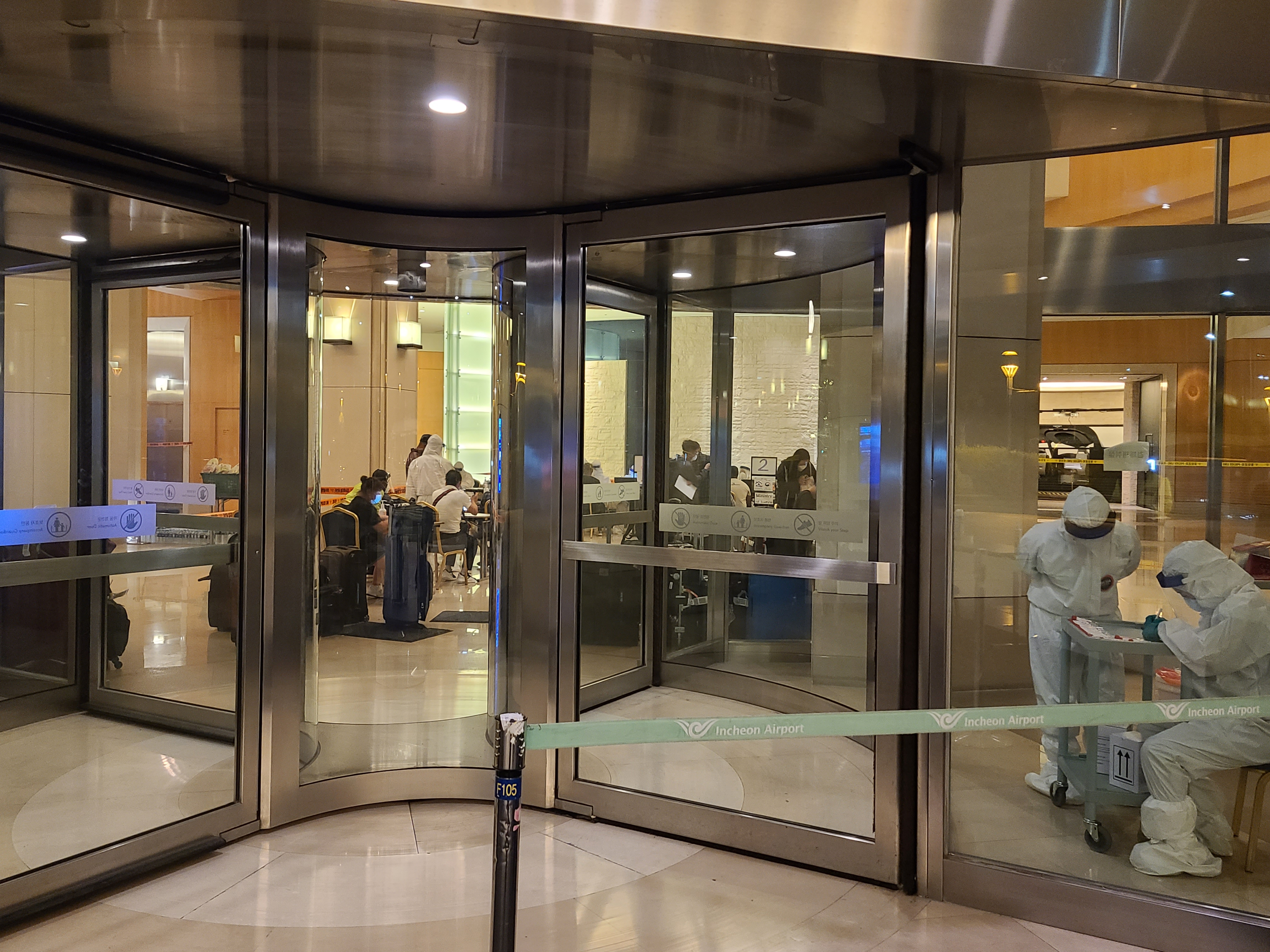
Hotel in Zuid-Korea, ingericht voor quarantaine

Europees paspoort voor huisdieren (D)

Seinvlag "Lima" betekent dat een schip onder quarantaine ligt in de haven.

Quarantaine (quaranta giorni, veertig dagen) is een van origine medische term die afkomstig is uit het Italiaans ten tijde van de pestepidemie in de 14e eeuw. In deze tijd werden namelijk alle aanmerende schepen verplicht om 40 dagen in de haven stil te blijven liggen, en werd de bemanning daarbij geacht het schip niet te verlaten. Deze maatregel behelst het afschermen van risicobronnen ter vermindering van verspreiding van een infectie.

## Quarantaine in de medische wereld
Quarantaine is het afzonderen van mensen en dieren voor een bepaalde tijd, bijvoorbeeld voordat ze een land binnengaan. Doel van de quarantaine is het verminderen van het risico dat deze mensen of dieren andere(n) besmetten.
Een voorbeeld waarbij dit standaard gebeurde bij binnenkomst in het land was dat het Verenigd Koninkrijk alle honden en andersoortige dieren voorheen voor zes maanden in quarantaine deed, vanwege het risico op hondsdolheid vanuit het Europese continent. Deze richtlijn werd in de 21e eeuw afgeschaft en een nieuw systeem van dierenpaspoorten werd ingevoerd, waarbij dieren het land binnengelaten mogen worden als men kan aantonen dat de dieren binnen een bepaalde periode afdoende zijn gevaccineerd.
Vaak gebeurt quarantaine alleen in bijzondere omstandigheden, zoals een epidemie, en/of een persoon die besmet is of waarbij de kans daarop door symptomen of andere omstandigheden, zoals komst uit een besmet gebied of omgang met een besmet persoon, extra groot is. 
Het gezondheidszorgpersoneel dient verschillende richtlijnen op te volgen in hun omgang met een persoon in quarantaine. Deze richtlijnen kunnen onder meer bestaan uit het gebruik van maskers, gezichtsschermen, handschoenen en overjassen, het scheiden van patiënten van anderen en het gebruik van striktere schoonmaak routines. Het toepassen van deze richtlijnen heeft een impact op de patiënten en de gezondheidswerkers. In een Cochrane review naar aanleiding van de Covid-19 epidemie werd gepeild naar de ervaringen van gezondheidszorgpersoneel bij het volgen van quarantainerichtlijnen bij het omgaan met SARS, H1N1, MERS, tuberculose of seizoensgriep. 20 studies werden in deze review opgenomen. Gezondheidszorgpersoneel voelde zich onzeker wanneer de lokale richtlijnen lang, onduidelijk of niet overeenkwamen met (inter)nationale richtlijnen. De richtlijnen verhogen werkdruk en vermoeidheid, bijvoorbeeld omdat het gezondheidszorgpersoneel persoonlijke beschermingsmiddelen moeten gebruiken en extra moesten schoonmaken. Hun reacties op IPC-richtlijnen werd beïnvloed door de mate van ondersteuning van hun leidinggevenden en de werkplekcultuur.
Duidelijke communicatie over de richtlijnen en voldoende ruimte om patiënten te isoleren werd als essentieel gezien. Andere belangrijke maatregelen omvatten het snel volgen van geïnfecteerde patiënten, het beperken van bezoekers en gemakkelijke toegang tot handwasfaciliteiten. Men ervoer te weinig training over de infectie zelf en over het gebruik van persoonlijke beschermingsmiddelen.
Motivatie om de richtlijnen te volgen steeg als het personeel de waarde ervan zag, uit angst om zichzelf of familie te infecteren of uit verantwoordelijkheidsgevoel naar hun patiënten. Sommigen vonden het moeilijk om maskers en andere middelen te gebruiken wanneer dit de patiënten bang maakte. Gezondheidswerkers en managers waren bezorgd wanneer persoonlijke beschermingsmiddelen ontbraken of van slechte kwaliteit waren.
Tot slot wees gezondheidszorgpersoneel op het belang van het betrekken van alle medewerkers, inclusief ondersteunend personeel.
Ook kan quarantaine worden toegepast op een bepaald gebied waar veel mensen zijn besmet (of een gebied dat zich juist wil beschermen tegen besmetting, zoals in het geval van Milaan dat gespaard gebleven is van de pest door quarantaine toe te passen en een muur rond de stad te bouwen). Er zijn dan reisbeperkingen of reisverboden van en naar dit gebied.
Quarantaine wordt ook weleens toegepast op een persoon voor wie besmetting extra gevaarlijk is door bijvoorbeeld een zwak immuunsysteem.
In het geval van mensen zijn er ook mensenrechtenkwesties betrokken bij het invoeren van quarantaines, zeker in gevallen van lange opsluiting of uitsluiting uit de samenleving, zoals in het geval van Mary Mallon, een tyfusdrager.

### Nederland
In Nederland kunnen bij vaststelling van bepaalde besmettelijke ziekten (bijvoorbeeld polio, difterie, SARS, pokken, etc.) de volgende maatregelen worden genomen door de burgemeester: 
- Gedwongen opname tot isolatie of thuisisolatie
- Gedwongen onderzoek
- Gedwongen quarantaine, inclusief medisch toezicht
- Verbod van beroepsuitoefening

Deze maatregelen worden aan de betrokkene bekendgemaakt door middel van een bestuursrechtelijke beschikking. Indien de betrokkene medewerking weigert kan gebruikgemaakt worden van bestuursdwang. De betrokkene krijgt de beschikking over een raadsman en de quarantaine kan rechterlijk worden getoetst. Zodra het gevaar is opgeheven of op minder ingrijpende wijze kan worden afgewend, moet de burgemeester de maatregel opheffen.
In het kader van COVID-19 spreekt de RIVM van quarantaine als een voorzorgsmaatregel om verspreiding van een infectieziekte tegen te gaan. Een persoon die in quarantaine gaat is niet ziek, maar heeft contact gehad met een patiënt met een bewezen infectie. Mensen die in quarantaine gaan, zijn niet besmettelijk. Iemand gaat in quarantaine tot de incubatietijd is verlopen. Dit is de maximale tijd tussen het moment van mogelijke besmetting en het moment dat mensen ziekteverschijnselen krijgen. Als mensen in die periode niet ziek zijn geworden, wordt de quarantaine opgeheven. Een persoon die in isolatie gehouden wordt, is ziek of er is een mogelijkheid dat die ziek is. Door isolatie kunnen deze patiënten anderen niet besmetten. Mensen kunnen thuis in isolatie blijven of in een ziekenhuis in isolatie behandeld worden. Dat hangt af van de ernst van de ziekteverschijnselen en de besmettelijkheid van de ziekte.

## Quarantaineorganismen
Quarantaineorganismen zijn schadelijke organismen die in een bepaald land (nog) niet voorkomen. Dit kunnen schimmels, bacteriën, insecten, aaltjes, virussen, viroïden, maar ook planten en dieren zijn. Om te voorkomen dat deze organismen geïmporteerd en verspreid worden gelden er wettelijke regels, de fytosanitaire maatregelen, opgenomen in de Richtlijn 2000/29/EG van de EU (Zie externe link). Ook is er een lijst opgesteld met de namen van de quarantaineorganismen. Op de quarantainelijst van de EU staan ongeveer 300 organismen. Voor deze organismen geldt een nultolerantie. Ze mogen dus niet voorkomen op geïmporteerde goederen. De NVWA controleert hierop, samen met Plantaardige Keuringsdiensten en de douane. Enkele maatregelen ter voorkoming van import zijn dat bij de invoer van goederen de containers gegast worden en vliegtuigen voordat ze landen in de lucht uitwendig ontsmet. Daarnaast zijn er maatregelen die genomen moeten worden in het geval dat een quarantaineorganisme gevonden wordt. Een voorbeeld van zo'n organisme is de maïswortelboorder. Een ander voorbeeld is het aardappelspindelknolviroïde. Ook het maïswortelknobbelaaltje en het bedrieglijk maiswortelknobbelaaltje zijn voorbeelden. In sommige gevallen wordt de strijd verloren, zoals bij de coloradokever en wordt deze niet meer als een quarantaineorganisme beschouwd.

## Quarantaine in de politiek
Quarantaine is ook een term die wordt gebruikt voor het blokkeren van havens of gehele landen, zoals de marineblokkade van Cuba tijdens de Cuba-crisis in de jaren 60.

## Quarantaine in de informatica
In de informatica wordt de term quarantaine gebruikt voor het isoleren van computervirussen en andere malware in een speciale directory voor verdere verwerking/behandeling of verwijdering. Ook wordt zij gebruikt voor het isoleren van computers in een eigen netwerksegment, meestal omdat zo'n computer vreemde gedragingen vertoont op het computernetwerk, of niet voldoet aan bepaalde toegangs- of gebruikscriteria. Vaak wordt deze isolatie vormgegeven door policies op een router, DHCP aanpassingen, of VLAN aanpassingen. Deze isolatie kan betekenen dat er geen, of (zeer) beperkte toegang tot andere computers in het computernetwerk of Internet gegeven wordt.
Quarantaine op computernetwerken: Pre-admission control
Quarantainestelling voordat een computer het computernetwerk op mag, wordt aangeduid met de term pre-admission control. Pre-admission control wordt meestal gekoppeld aan een aantal eisen waaraan voldaan moet worden voordat toegang verleend wordt. Die eisen kunnen bestaan uit een set technische eisen, zoals een bepaald patchlevel (zijn alle securitypatches geïnstalleerd?), het actief hebben van een (personal) firewall en recente virusdefinities voor de antivirussoftware. Ook kunnen er eisen gesteld worden voor het vaststellen van de identiteit van de gebruiker van de computer, bijvoorbeeld door RADIUS, IEEE 802.1X of e-mail adres authenticatie. Een deel van de beschikbare pre-admission control oplossingen vereisen software op de client, terwijl andere oplossingen client-onafhankelijk opereren.
Quarantaine op computernetwerken: Post-admission control
Quarantainestelling nadat een computer al op een computernetwerk toegelaten was, wordt aangeduid met de term post-admission control. Post-admission control wordt meestal gekoppeld aan bepaalde gebruiksvoorwaarden van het computernetwerk. Een veelgebruikte variant is het toepassen van een detectiecomponent (ook wel: honeypot) om onregelmatig gedrag van een computer te detecteren. Daarnaast wordt quarantainestelling gebruikt om computers om andere redenen te isoleren, bijvoorbeeld bij betalingsachterstanden of bij het aanbieden van auteursrechtelijk beschermd materiaal.

## Quarantaine in religie
De Berg der Verzoeking is volgens de rooms-katholieke en de Oosters-orthodoxe kerkelijke traditie de heuvel in de woestijn van Judea waar Jezus werd verzocht door de duivel. Deze heuvel wordt volgens de eerder genoemde kerkelijke tradities ook wel de Quarantania-berg genoemd, de berg van de 40 dagen, vernoemd naar de 40 dagen die Jezus daar zou hebben gevast. De exacte locatie is onbekend. 